# 声優アワード
声優アワード（せいゆうアワード）は、日本の声優関連の賞である。年1回、声優アワード実行委員会が選定する優秀な声優に与えられる賞で、毎年3月に授賞式が開催される。

## 概要
2006年が「外画放送開始50周年」にあたることを記念して、声優業界の発展と人材育成の場として同年度に創設された。創設時に日本音声製作者連盟の理事長と声優アワード実行委員長を務めていた南沢道義は、この賞の目的を「子供達の憧れとして人気職業の上位に位置し、世界中のアニメファンからも評価されだした“声優”。その文化活動をオフィシャルに顕彰する声優アワードの設立は、声優という職の持つ意味をあらためて見つめ直す意味がある。また、その顕彰によって良質な日本語版製作を堅持し、言語の文化を次世代へ繋ぐよい機会になるだろう」と説明している。
主演男優・女優賞、助演男優・女優賞、新人男優・女優賞、歌唱賞、パーソナリティ賞、特別功労賞および功労賞、シナジー賞に加え、第2回より富山敬賞、第3回より海外ファン賞、第4回よりキッズファミリー賞、第5回より高橋和枝賞、第6回より最多得票賞・声優アワード特別賞が追加、第7回で海外ファン賞が廃止となり、第13回よりMVS（Most Valuable Seiyu）、外国映画・ドラマ賞、ゲーム賞、インフルエンサー賞が追加され、計16部門20賞が授与される。
第3回までは全賞とも授賞式の際に受賞者の発表が行われたが、第2群（海外ファン賞は除く。後述）は第4回から第9回まで、第1群は第6回から第9回まで、それぞれ公式サイト上にて先行して発表されるようになった。第10回は授賞式の際に第2群のキッズファミリー賞を含む、第1群の受賞者の発表が行われた。第11回は授賞式の際に第2群の特別賞を含む、第1群の受賞者の発表が行われた。第12回は授賞式の際に第2群のシナジー賞・キッズファミリー賞・特別賞と第1群の受賞者の発表が行われた。第13回は授賞式の際に（旧）第2群のキッズファミリー賞・特別賞と（旧）第1群、それに、この回から新設された4部門の受賞者の発表が行われた。第14回は授賞式の際に（旧）第2群のシナジー賞・キッズファミリー賞・特別賞と（旧）第1群、それに、第13回から新設された4部門の受賞者の発表が行われた。第15回は（旧）第2群の功労賞・キッズファミリー賞・特別賞と（旧）第1群、それに、第13回から新設された4部門の受賞者の発表が行われた。第16回は（旧）第2群の富山敬賞・高橋和枝賞・特別賞と（旧）第1群、それに、第13回から新設された4部門の受賞者の発表が行われた。第17回は（旧）第2群の特別賞と（旧）第1群、それに、第13回から新設された4部門の受賞者の発表が行われる。
授賞式の模様は第2・3回はBS11、第7・8・11回はTOKYO MXで放送。また、第4回からは超!A&G+（生ワイド番組内を含む）でも生中継されている。第8・9回は文化放送（AM1134Khz）、超!A&G+で全受賞者発表特番が配信されていた。第10回は超!A&G+で授賞式を生中継で完全配信する予定だったが、主演男優賞と大会総評のみ配信されないトラブルが生じた。第11・12回は超!A&G+で授賞式を生中継で配信して、こちらの方は配信時間内（18時 - 19時30分）に収まった。第13回は超!A&G+で18時から20時、&CAST!!!で18時から授賞式終了までそれぞれ配信された。しかし、第14回は超!A&G+で18時から20時、AG-ON Premiumで18時から授賞式終了までそれぞれ配信される予定だったが、AG-ON Premiumのみ配信は取りやめとなり、超!A&G+のみの配信となった。なお、超!A&G+は2025年3月31日でサービス終了となるため、第19回が最後の配信となった。
主演男優・女優賞・パーソナリティ賞の受賞者は授賞式後、文化放送『A&G 超RADIO SHOW〜アニスパ!〜』→『A&G TRIBAL RADIO エジソン』、歌唱賞の受賞者は『A&Gメディアステーション こむちゃっとカウントダウン』に生出演している。
2020年3月7日に行われる予定だった第14回の授賞式の場合、2020年2月18日の発表段階では新型コロナウイルスの流行による感染の防止により、レセプション・パーティーは取りやめとした上で、授賞式に出席する方も受賞者以外は、「最低限の関係者」のみの出席にとどめるようにすることになっていたが、2020年2月26日の夜になって、実行委員会が新型コロナウイルスの感染拡大の影響で、授賞式に加え、新人発掘オーディションの最終審査の中止を明らかにした。その為、受賞者の発表は3月7日18時から2時間にわたって、超!A&G+で配信される『文化放送 超!A&G+スペシャル 第十四回声優アワード受賞者発表スペシャル』の中で行なわれた。その後、新人発掘オーディションはインターネット上の審査に変更された。また、日を改めて行うことになっていた「トロフィー授与式」も、この度の新型コロナウイルスの感染状況を受け、慎重に調整と検討をした結果、中止となった。
第15回（2020年度）の場合は、最初から授賞式の予定を入れず、2021年3月6日18時から2時間にわたって超!A&G+で配信された『文化放送 超!A&G+スペシャル 第十五回 声優アワード 受賞者発表スペシャル』において、受賞者が発表された。また、新人発掘オーディションは、前回に続いて、最終審査はオンラインという形で行われることになった。
第16回（2021年度）の場合も、最初から授賞式の予定を入れず、2022年3月5日18時から2時間にわたって超!A&G+で配信される特別番組『文化放送 超!A&G+スペシャル 第十六回 声優アワード 受賞者発表スペシャル』において、受賞者が発表されることになっている。
第17回（2022年度）は、2023年2月21日に、多様性の尊重・ジェンダーフリーに鑑み、今回から授賞部門の名称が変更することが発表された。具体的には「主演」「助演」「新人」3部門の男女別を無くし、「主演声優賞」「助演声優賞」「新人声優賞」に統合する。声優アワード実行委員会では「多様性の尊重、ジェンダーフリーに鑑み、この数年議論を積み重ねた結果、第一回声優アワードより設立されている主演・助演・新人の3部門における男女別を統合し、名称を変更することにいたしました」とした上で「もとより、声優という仕事は女性が男性キャラクターの声を担当したり、またその逆もありうる等、ジェンダーを飛躍した仕事であります。これにより、声優の賞であるということによりフォーカスでき、賞の意図が明確に伝わりやすくなると考えます。賞の目的である『声優の認知』が拡がり、声優の地位向上に寄与できることを考え、今回の部門名称変更に至りました」と説明している。
これに先立つ形で、第16回に主演女優賞を受賞した緒方恵美がスピーチの中で「女優賞で良いんですか？　自分は、ずっと声優をやった年月、7割くらいを少年役の声優として過ごし、自分が女優と思ったことが、あまりない」と述べた。そして、「これだけジェンダーフリーと言われる世の中で、声優界もカミングアウトしている人もいる。私もそうですが、普段の生活でも、ほとんど女性と思って生活していない人間もいる」と述べた上で「男優とか女優とかじゃなく、顔出しの業界（俳優）の皆様よりも、ジェンダーフリーを発信できるのは、むしろ声優じゃないかと思う。次回からは、男とか女とか、どうでもいいので2人ずつとか、そんな感じになったなら、よりいろいろなことになるんじゃないか」と問題提起をしていた。
その後、第18回（2023年度）からは、これまで男女別になっていた富山敬賞と高橋和枝賞を統合する形で、『富山敬・高橋和枝賞』と変更されることになった。これについて、声優アワード実行委員会では「多様性の尊重、ジェンダーフリーに鑑み、議論を積み重ねた結果」と説明している。

## 授賞概要
声優アワードは、当初、「7つの部門を設け各々の定義に従って選定・評価・贈賞する」ものとされていたが、第2回で富山敬賞、第3回で海外ファン賞、第4回でキッズファミリー賞、第5回で高橋和枝賞、第6回で最多得票賞、声優アワード特別賞の2部門がそれぞれ設けられ、第7回で海外ファン賞が廃止となり12部門となっていた。その後、第13回からMVS（Most Valuable Seiyu）、外国映画・ドラマ賞、ゲーム賞、インフルエンサー賞の4部門が設けられた。
第13回から設けられた「外国映画・ドラマ賞」と「ゲーム賞」は、それぞれ歴史のある分野ながら、顕彰することが少なかった「吹き替え」と「ゲーム」に焦点を当て、その2つの分野で活躍した声優を顕彰するために設けられたもの。
また、同じく第13回から設けられた「インフルエンサー賞」は、このところ、暮らしに影響を与えているSNS（ソーシャル・ネットワーク・システム）にも焦点を当て、声優界で「最も影響力のある人（インフルエンサー）」を顕彰するために設けられたもの。
第17回より、「主演」「助演」「新人」3部門の男女別を無くし、「主演声優賞」「助演声優賞」「新人声優賞」。第18回からは富山敬賞と高橋和枝賞を統合し「富山敬・高橋和枝賞」として男女共通の賞とした。

## 選考方式

### 第1回 - 第12回
第1回から第12回は各部門、一般投票をもとに候補者の一次選出を行う第1群と、選考委員会にて顕彰される特別賞などの第2群の2種類に分けて選考が行われていた。
第1群は主演男優・女優賞、助演男優・女優賞、新人男優・女優賞、歌唱賞、パーソナリティ賞、最多得票賞の6部門9賞である。受賞者数は第1回では当初各賞とも1名ずつと定めたが、結果として複数の受賞者を出し第2回では定めていない。部門における男優・女優の性別は作品中（声を演じるキャラクター）の性別ではなく、声優自身の性別である。第1回では第1群の各賞は一般投票による一次選出が行われた後、選考委員会がさらに候補者を絞る二次選出が行われ最終的に選考委員会の審議により受賞者を決定していた。第2回から第5回までは各投票サイト・施設にて行われた一般投票での得票を各媒体ごとに集計し、その結果をもとに最終選考へのノミネート者を決定。その後、選考委員会による二次選考によって最終的な受賞者を決定していた。第6回から第12回まではそれに加えて、中央選考委員会を設けて、ノミネート者決定、選考委員会によって決定する受賞者、そして、その結果を精査・確認する中央選考委員会の3段階の審査で、最終的な受賞者を決定していた。
第2群は特別功労賞および功労賞、シナジー賞、富山敬賞、キッズファミリー賞、高橋和枝賞、声優アワード特別賞の6部門7賞である。各部門ごとの受賞者数は、第1回から特に定めていない。第2群の賞については実行委員会が長年の功績をもとに受賞者を推薦し、その結果を選考委員会で承認することにより決定していた。

### 第13回以降
第13回から、第1群と第2群の区分を廃止し、それぞれの部門とも、実行委員会と選考委員会による選考に変更された。選考の手順として、各種メディアの反響とデータを基に実行委員会と選考委員会が受賞者を選出する。その後、中央選考委員会による精査を経て、正式に受賞者を決する。
ただし、MVS (Most Valuable Seiyu) については、一般投票（インターネット・ツイッター）で受賞者を決する。段取りとしては、一般投票の結果を集計したうえで、中央審査委員会による精査を経て、MVSが決定される。なお、これについては、第1回から第12回までの投票の方法について、回数を重ねていくうちに、受賞部門が増えていったことに加え、その一般投票を受け付けていたメディア（媒体）が多岐に渡った結果「わかりづらさ」が生じ、投票をしない人が多くいたため、「より身近に、どなたでも簡単に投票していただける」という目的のもと、投票の内容を「シンプルにわかりやすく」刷新したもの。

## 各賞

### （旧）第1群
主演・助演・新人の3賞は第16回までは男女別だったが、第17回より統合されている。
主演声優賞（主演男優・女優賞）
その年に発表された作品の中で、主演として演じた声優に贈られる。
助演声優賞（助演男優・女優賞）
その年に発表された作品の中で、サブキャラクターあるいは助演として演じた声優に贈られる。
第二回までは「サブキャラクター男優・女優賞」という名称だった。第三回から現在の名称となった。
新人声優賞（新人男優・女優賞）
原則としてデビューして5年以内であり、対象期間中に新人賞を取るにふさわしい活躍をした声優に贈られる。
歌唱賞
声優自身の名前、もしくは作品中の役名で歌唱を発表している声優に贈られる。
パーソナリティ賞
声優自身の名前、もしくは作品中の役名でラジオ・インターネットラジオ・テレビ・その他の媒体の番組でパーソナリティや司会として活躍した声優に贈られる。

### （旧）第2群
特別功労賞
故人の中で、長年にわたり多くのジャンル（外画を含む）において活躍した役者および作品に贈られる。第9回以降は年度中に逝去した声優を顕彰する形式に変更されているが、特別功労賞の枠自体は廃止されていない。
功労賞
長年にわたり多くのジャンル（外画を含む）において活躍した役者および作品に贈られる。
シナジー賞
声優の魅力を十分に発揮した作品に贈られる。ただし、必ずしも年度中に製作された作品に贈られるとは限らず、過去に放送された作品が選出される年もある。
富山敬・高橋和枝賞
その1年間の間、最も「声優という職業を各メディアを通じて多く広めた人物」に贈られる。
第2回に富山敬賞が新設され、第4回までは男女共通の賞だったが、第5回から高橋和枝賞が新設され、これに伴い男性は富山敬賞、女性は高橋和枝賞と分けられた。第18回に2つの賞を統合するとともに、男女共通の賞へと戻った。
キッズ・ファミリー賞
第4回から新設された賞で、「子どもたちの目線でもっとも魅力的な声優」に選ばれた人物に贈られる。
声優アワード特別賞
第6回から新設された賞で、上記のいずれの賞にも該当しないものの、表彰すべき特別な活動をした人物に贈られる。

### 第13回から設けられた賞
外国映画・ドラマ賞
その年に発表された外国映画・ドラマで活躍した声優に贈られる。
ゲーム賞
その年に発表されたゲームコンテンツで活躍した声優に贈られる。
インフルエンサー賞
その年にSNS（ソーシャル・ネットワーク・サービス）によって、印象を残した声優に贈られる。
MVS〈Most Valuable Seiyu〉
声優・アニメファンが「最も活躍した声優」だと思った声優に投票する形式でこの賞を決する。

### 過去の賞
海外ファン賞（第2群）
第3回から第6回まで実施され、海外の人たちの視点で選ばれた人物に贈られていた賞だった。第7回からは海外からの投票も一般投票に統合されたため、「海外ファン賞」という独自の枠は廃止となった。
最多得票賞
第6回から新設された賞で、一般投票で賞のカテゴリーを問わず、最も「多くの票数を集めた方」に贈られる。第7回までは第2群の部門賞となっていたが、第8回から第1群の部門賞になった。しかし、第11回以降は実施されなくなった。

## 開催期間
| 回次（年度）        | 一般投票期間                                           | 授賞式                    |
| ------------------- | ------------------------------------------------------ | ------------------------- |
| 第1回 （2006年度）  | 2006年（平成18年）10月21日 - 2007年（平成19年）1月10日 | 2007年（平成19年）3月3日  |
| 第2回 （2007年度）  | 2007年（平成19年）10月20日 - 2008年（平成20年）1月15日 | 2008年（平成20年）3月8日  |
| 第3回 （2008年度）  | 2008年（平成20年）10月1日 - 2009年（平成21年）1月1日   | 2009年（平成21年）3月7日  |
| 第4回 （2009年度）  | 2009年（平成21年）10月1日 - 2010年（平成22年）1月1日   | 2010年（平成22年）3月6日  |
| 第5回 （2010年度）  | 2010年（平成22年）10月22日 - 2011年（平成23年）1月1日  | 2011年（平成23年）3月5日  |
| 第6回 （2011年度）  | 2011年（平成23年）11月1日 - 11月30日                   | 2012年（平成24年）3月3日  |
| 第7回 （2012年度）  | 2012年（平成24年）10月1日 - 11月30日                   | 2013年（平成25年）3月2日  |
| 第8回 （2013年度）  | 2013年（平成25年）10月1日 - 11月30日                   | 2014年（平成26年）3月1日  |
| 第9回 （2014年度）  | 2014年（平成26年）10月1日 - 11月30日                   | 2015年（平成27年）3月7日  |
| 第10回 （2015年度） | 2015年（平成27年）10月1日 - 11月30日                   | 2016年（平成28年）3月12日 |
| 第11回 （2016年度） | 2016年（平成28年）10月1日 - 11月30日                   | 2017年（平成29年）3月18日 |
| 第12回 （2017年度） | 2017年（平成29年）10月1日 - 11月30日                   | 2018年（平成30年）3月3日  |
| 第13回 （2018年度） | 2018年（平成30年）8月1日 - 9月30日                     | 2019年（平成31年）3月9日  |
| 第14回 （2019年度） | 2019年（令和元年）8月1日 - 9月30日                     | 2020年（令和2年）3月7日   |
| 第15回 （2020年度） | 2020年（令和2年）9月15日 - 10月31日                    | 2021年（令和3年）3月6日   |
| 第16回 （2021年度） | 2021年（令和3年）8月1日 - 9月30日                      | 2022年（令和4年）3月5日   |
| 第17回 （2022年度） | 2022年（令和4年）9月1日 - 10月31日                     | 2023年（令和5年）3月11日  |
| 第18回 （2023年度） | 2023年（令和5年）9月1日 - 10月31日                     | 2024年（令和6年）3月9日   |
| 第19回 （2024年度） | 2024年（令和6年）9月1日 - 10月31日                     | 2025年（令和7年）3月15日  |

## 歴代受賞者

### （旧）第1群の歴代受賞者
| 回次                | 主演男優賞                 | 主演女優賞                 | 助演男優賞                            | 助演女優賞                            | 新人男優賞                                           | 新人女優賞                                                      | 歌唱賞 | パーソナリティ賞  | 最多得票賞            |
| ------------------- | -------------------------- | -------------------------- | ------------------------------------- | ------------------------------------- | ---------------------------------------------------- | --------------------------------------------------------------- | --- | ----------------- | --------------------- |
| 第1回 （2006年度）  | 福山潤                     | 朴璐美                     | 石田彰 宮田幸季                       | 小清水亜美 後藤邑子                   | 柿原徹也 森田成一                                    | 鹿野優以 平野綾                                                 | 水樹奈々 | 浅野真澄          | －                    |
| 第2回 （2007年度）  | 宮野真守                   | 平野綾                     | 小野大輔 神谷浩史                     | 釘宮理恵 斎賀みつき                   | 羽多野渉 代永翼                                      | 加藤英美里 小林ゆう                                             | 『もってけ!セーラーふく』 平野綾 加藤英美里 福原香織 遠藤綾                                                                                                | 鈴村健一          | －                    |
| 第3回 （2008年度）  | 神谷浩史                   | 釘宮理恵                   | 井上和彦 杉田智和                     | 遠藤綾 沢城みゆき                     | 岡本信彦 梶裕貴                                      | 阿澄佳奈 戸松遥                                                 | 中島愛 | 神谷浩史          | －                    |
| 第4回 （2009年度）  | 小野大輔                   | 沢城みゆき                 | 浪川大輔 三木眞一郎                   | 井上喜久子 堀江由衣                   | 阿部敦 前野智昭                                      | 伊藤かな恵 豊崎愛生                                             | 『放課後ティータイム』 豊崎愛生 日笠陽子 佐藤聡美 寿美菜子 竹達彩奈                                                                                        | 小野坂昌也        | －                    |
| 第5回 （2010年度）  | （該当者なし）             | 豊崎愛生                   | 岡本信彦 中井和哉                     | 新井里美 伊藤かな恵                   | 内山昂輝                                             | 金元寿子 佐藤聡美                                               | 茅原実里 | 豊崎愛生          | －                    |
| 第6回 （2011年度）  | 平田広明                   | 悠木碧                     | 木村良平 宮野真守                     | 加藤英美里                            | 江口拓也 松岡禎丞                                    | 茅野愛衣 三上枝織                                               | 『ST☆RISH』 寺島拓篤 鈴村健一 谷山紀章 宮野真守 諏訪部順一 下野紘                                                                                          | 井口裕香          | 神谷浩史              |
| 第7回 （2012年度）  | 梶裕貴                     | 阿澄佳奈                   | 小野友樹 諏訪部順一                   | 大原さやか 戸松遥                     | 島﨑信長 山本和臣                                    | 石原夏織 大久保瑠美                                             | 『後ろから這いより隊G』 阿澄佳奈 松来未祐 大坪由佳 | 岩田光央          | 神谷浩史              |
| 第8回 （2013年度）  | 梶裕貴                     | 佐藤利奈                   | 細谷佳正                              | 石川由依                              | 石川界人 山下大輝                                    | 内田真礼                                                        | 宮野真守 | （該当者なし）    | 神谷浩史              |
| 第9回 （2014年度）  | 小野大輔                   | 神田沙也加                 | 小西克幸 森川智之                     | 沢城みゆき 花澤香菜                   | 逢坂良太 斉藤壮馬 花江夏樹                           | 雨宮天 上田麗奈 洲崎綾                                          | 『μ's』 新田恵海 南條愛乃 内田彩 三森すずこ 飯田里穂 Pile 楠田亜衣奈 久保ユリカ 徳井青空                                                                   | 小野大輔 神谷浩史 | 神谷浩史              |
| 第10回 （2015年度） | 松岡禎丞                   | 水瀬いのり                 | 鈴村健一 細谷佳正                     | 伊藤静 早見沙織                       | 梅原裕一郎 武内駿輔 村瀬歩                           | 上坂すみれ 高橋李依 田中あいみ                                  | 『i☆Ris』 山北早紀 芹澤優 茜屋日海夏 若井友希 久保田未夢 澁谷梓希                                                                                          | 鈴村健一          | 神谷浩史 （殿堂入り） |
| 第11回 （2016年度） | 神木隆之介                 | 上白石萌音                 | 大塚芳忠                              | 潘めぐみ                              | 伊藤節生 内田雄馬 小林裕介                           | 小澤亜李 千本木彩花 田中美海                                    | 『Aqours』 伊波杏樹 逢田梨香子 諏訪ななか 小宮有紗 斉藤朱夏 小林愛香 高槻かなこ 鈴木愛奈 降幡愛                                                            | 花江夏樹          | （実施せず）          |
| 第12回 （2017年度） | 豊永利行                   | 黒沢ともよ                 | 諏訪部順一                            | 大西沙織 佐倉綾音                     | 西山宏太朗 堀江瞬 八代拓                             | 七瀬彩夏 福緒唯                                                 | 『どうぶつビスケッツ×PPP』 尾崎由香 小野早稀 本宮佳奈 相羽あいな 築田行子 佐々木未来 根本流風 田村響華                                                     | 佐倉綾音 大西沙織 | （実施せず）          |
| 第13回 （2018年度） | 内田雄馬                   | 三瓶由布子                 | 古谷徹 三宅健太                       | 芹澤優 東山奈央                       | 天﨑滉平 石井マーク 落合福嗣 仲村宗悟                | 石見舞菜香 楠木ともり 林鼓子 本泉莉奈 本渡楓                    | 『ヒプノシスマイク』 木村昴 石谷春貴 天﨑滉平 浅沼晋太郎 駒田航 神尾晋一郎 白井悠介 野津山幸宏 斉藤壮馬 速水奨 木島隆一 伊東健人                           | 諏訪部順一        | （実施せず）          |
| 第14回 （2019年度） | 花江夏樹                   | 古賀葵                     | 石川界人 古川慎                       | 種﨑敦美                              | 大塚剛央 梶原岳人 醍醐虎汰朗 福原かつみ 矢野奨吾     | 朝日奈丸佳 岡咲美保 島袋美由利 鈴代紗弓 ファイルーズあい 森七菜 | 『Roselia』 相羽あいな 工藤晴香 中島由貴 櫻川めぐ 志崎樺音                                                                                                 | 森久保祥太郎      | （実施せず）          |
| 第15回 （2020年度） | 津田健次郎                 | 石川由依                   | 子安武人 島﨑信長                     | 上田麗奈 鬼頭明里                     | 伊藤昌弘 小林千晃 土屋神葉                           | 逢来りん 市ノ瀬加那 杉山里穂 藤原夏海 和氣あず未                | 『ワルキューレ』 JUNNA 鈴木みのり 安野希世乃 東山奈央 西田望見                                                                                             | 安元洋貴          | （実施せず）          |
| 第16回 （2021年度） | 小野賢章                   | 緒方恵美                   | 立木文彦 中村悠一                     | 小松未可子 高橋李依                   | 市川蒼 川島零士 佐藤元                               | 相川奏多 赤尾ひかる 稗田寧々 矢野妃菜喜                         | 斉藤壮馬 | 櫻井孝宏          | （実施せず）          |
| 回次                | 主演声優賞                 | 主演声優賞                 | 助演声優賞                            | 助演声優賞                            | 新人声優賞                                           | 新人声優賞                                                      | 歌唱賞 | パーソナリティ賞  | 最多得票賞            |
| 第17回 （2022年度） | 安済知佳 江口拓也 種﨑敦美 | 安済知佳 江口拓也 種﨑敦美 | 池田秀一 置鮎龍太郎 種﨑敦美          | 池田秀一 置鮎龍太郎 種﨑敦美          | 梅田修一朗 直田姫奈 永瀬アンナ 日向未南 若山詩音     | 梅田修一朗 直田姫奈 永瀬アンナ 日向未南 若山詩音                | 『虹ヶ咲学園スクールアイドル同好会』 大西亜玖璃 相良茉優 前田佳織里 久保田未夢 村上奈津実 鬼頭明里 楠木ともり 指出毬亜 田中ちえ美 小泉萌香 内田秀 法元明菜 | （該当者なし）    | （実施せず）          |
| 第18回 （2023年度） | 市ノ瀬加那 浦和希          | 市ノ瀬加那 浦和希          | 阿座上洋平 石見舞菜香 能登麻美子      | 阿座上洋平 石見舞菜香 能登麻美子      | 伊駒ゆりえ 榊原優希 戸谷菊之介 原菜乃華 羊宮妃那     | 伊駒ゆりえ 榊原優希 戸谷菊之介 原菜乃華 羊宮妃那                | 『結束バンド』 青山吉能 鈴代紗弓 水野朔 長谷川育美 | （該当者なし）    | （実施せず）          |
| 第19回 （2024年度） | 岡咲美保 関俊彦            | 岡咲美保 関俊彦            | 木内秀信 瀬戸麻沙美 東地宏樹 日笠陽子 | 木内秀信 瀬戸麻沙美 東地宏樹 日笠陽子 | 石橋陽彩 鵜澤正太郎 七海ひろき はやしりか 結川あさき | 石橋陽彩 鵜澤正太郎 七海ひろき はやしりか 結川あさき            | 『ブレイバーン』(CV:鈴村健一) | （該当者なし）    | （実施せず）          |

### （旧）第2群の歴代受賞者
シナジー賞・特別賞の括弧内は代表登壇者。
| 回次                | 特別功労賞             | 功労賞                                | シナジー賞                                                          | 富山敬賞              | 高橋和枝賞            | 海外ファン賞 | キッズ・ ファミリー賞                                  | 特別賞                                                 |
| ------------------- | ---------------------- | ------------------------------------- | ------------------------------------------------------------------- | --------------------- | --------------------- | ------------ | ------------------------------------------------------ | ------------------------------------------------------ |
| 第1回 （2006年度）  | 富山敬                 | 大平透 池田昌子 小原乃梨子 向井真理子 | 『ポケットモンスター』 （松本梨香）                                 | －                    | －                    | －           | －                                                     | －                                                     |
| 第2回 （2007年度）  | 城達也                 | 野沢那智 羽佐間道夫 来宮良子          | 『仮面ライダー電王』 （関俊彦、遊佐浩二、てらそままさき、鈴村健一） | 古谷徹                | －                    | －           | －                                                     | －                                                     |
| 第3回 （2008年度）  | 武藤礼子               | 内海賢二 富田耕生 永井一郎            | 『鉄腕アトム』 （清水マリ、水垣洋子、勝田久）                       | 山寺宏一              | －                    | 福山潤       | －                                                     | －                                                     |
| 第4回 （2009年度）  | 高橋和枝               | 玄田哲章 杉山佳寿子 田中信夫          | 『機動戦士ガンダム』 （古谷徹、池田秀一）                           | 水樹奈々              | －                    | 斎賀みつき   | 水田わさび                                             | －                                                     |
| 第5回 （2010年度）  | 野沢那智               | ささきいさお 鈴木弘子 矢島正明        | 『名探偵コナン』 （高山みなみ）                                     | 小山力也              | 田中真弓              | 沢城みゆき   | 竹内順子                                               | －                                                     |
| 第6回 （2011年度）  | 小林修 滝口順平 渡部猛 | 麻生美代子 肝付兼太                   | 『イナズマイレブン』シリーズ （竹内順子、寺崎裕香）                 | 堀内賢雄              | 戸田恵子              | 櫻井孝宏     | 大谷育江                                               | 『絵本読み聞かせキャラバン隊』 （中尾隆聖） 川上とも子 |
| 第7回 （2012年度）  | 青野武                 | 近石真介 野沢雅子                     | 『タツノコプロ50周年』 （大平透、森功至、岡本茉利、小原乃梨子）     | 三ツ矢雄二            | 緒方恵美              | （統合廃止） | 田中真弓                                               | （該当なし）                                           |
| 第8回 （2013年度）  | 内海賢二 来宮良子      | キートン山田 納谷六朗                 | 『ガールズ&パンツァー』 （渕上舞）                                  | 三木眞一郎            | 三石琴乃              | （統合廃止） | 比嘉久美子                                             | 『それいけ!アンパンマン』 （戸田恵子、中尾隆聖）       |
| 第9回 （2014年度）  | （実施せず）           | 大竹宏 白石冬美                       | 『妖怪ウォッチ』 （戸松遥、関智一）                                 | 大塚明夫              | 高島雅羅              | （統合廃止） | 小桜エツコ                                             | 『Wake Up, Girls!』 （吉岡茉祐、田中美海、青山吉能）   |
| 第10回 （2015年度） | （実施せず）           | 千々松幸子 中村正 野村道子            | 『ちびまる子ちゃん』 （TARAKO）                                     | 森久保祥太郎          | 井上喜久子            | （統合廃止） | ピエール・コフィン                                     | 『A応P』                                               |
| 第11回 （2016年度） | （実施せず）           | 小林清志 清水マリ 堀絢子              | 『君の名は。』                                                      | 中尾隆聖              | 島本須美              | （統合廃止） | 『ペット』キャスト一同                                 | のん                                                   |
| 第12回 （2017年度） | （実施せず）           | 片岡富枝 増岡弘                       | 『怪盗グルーのミニオン大脱走』 （スチュアート）                     | チョー                | 冨永みーな            | （統合廃止） | （該当者なし）                                         | リカちゃん誕⽣50周年：松谷孝征                         |
| 第13回 （2018年度） | （実施せず）           | 緒方賢一 京田尚子                     | 『ポプテピピック』 （ポプ子、ピピ美）                               | 山口勝平              | かないみか            | （統合廃止） | TARAKO                                                 | 『ちびまる子ちゃん』                                   |
| 第14回 （2019年度） | （実施せず）           | 矢田稔 高坂真琴                       | 『鬼滅の刃』                                                        | 水島裕                | 深見梨加              | （統合廃止） | 『ムーミン谷のなかまたち』キャスト一同                 | ぴえろ40周年：鈴木拡樹                                 |
| 第15回 （2020年度） | （実施せず）           | 津嘉山正種 増山江威子                 | プレミア音楽朗読劇『VOICARION IX 帝国声歌舞伎～信長の犬～』         | 関俊彦                | 榊原良子              | （統合廃止） | 中川里江                                               | 『鬼滅の刃』                                           |
| 第16回 （2021年度） | （実施せず）           | 麻上洋子（一龍斎春水） 池水通洋       | 「エヴァンゲリオンシリーズ」                                        | 鈴村健一              | 岩男潤子              | （統合廃止） | 津久井教生                                             | 『竜とそばかすの姫』                                   |
| 第17回 （2022年度） | （実施せず）           | 秋元千賀子 屋良有作                   | 『呪術廻戦』                                                        | 諏訪部順一            | 川村万梨阿            | （統合廃止） | 大谷育江 松本梨香                                      | 『やくならマグカップも』                               |
| 回次                | 特別功労賞             | 功労賞                                | シナジー賞                                                          | 富山敬・高橋和枝賞    | 富山敬・高橋和枝賞    | 海外ファン賞 | キッズ・ ファミリー賞                                  | 特別賞                                                 |
| 第18回 （2023年度） | （実施せず）           | 古川登志夫 山田栄子                   | 『THE FIRST SLAM DUNK』                                             | 岡村明美 佐々木望     | 岡村明美 佐々木望     | （統合廃止） | 『ザ・スーパーマリオブラザーズ・ムービー』キャスト一同 | （実施せず）                                           |
| 第19回 （2024年度） | （実施せず）           | 岡本茉利 野田圭一                     | 『機動戦士ガンダムSEED』シリーズ                                    | 保志総一朗 山崎和佳奈 | 保志総一朗 山崎和佳奈 | （統合廃止） | 羽多野渉                                               | ルックバック                                           |

### 第13回から設けられた賞の歴代受賞者
| 回次                | 外国映画・ドラマ賞        | ゲーム賞                      | インフルエンサー賞 | MVS〈Most Valuable Seiyu〉 |
| ------------------- | ------------------------- | ----------------------------- | ------------------ | -------------------------- |
| 第13回 （2018年度） | 森川智之 甲斐田裕子       | 東山奈央                      | 南條愛乃           | 神谷浩史                   |
| 第14回 （2019年度） | 山寺宏一 田中敦子         | 酒井広大                      | 宮野真守           | 神谷浩史                   |
| 第15回 （2020年度） | 山路和弘 小宮和枝         | （該当なし）                  | 小岩井ことり       | 下野紘                     |
| 第16回 （2021年度） | 楠大典 東條加那子         | 『ウマ娘 プリティーダービー』 | 関智一             | 下野紘                     |
| 第17回 （2022年度） | 貫地谷しほり 森川智之     | （該当なし）                  | 花江夏樹           | 江口拓也                   |
| 第18回 （2023年度） | 高畑充希 村井國夫         | 内田夕夜                      | 上坂すみれ         | 中村悠一                   |
| 第19回 （2024年度） | 内田真礼 ファイルーズあい | 龍が如く8                     | 木村昴             | 中村悠一                   |

## 実行団体等
- 第13回時点

主催
声優アワード実行委員会
共催
KADOKAWA、文化放送、小学館、小学館集英社プロダクション
協賛
アミューズメントメディア総合学院、学校法人東放学園、東京アナウンス学院、日本工学院専門学校、日本工学院八王子専門学校、日本デザイナー学院九州校、日本芸術専門学校、アニプレックス、エイベックス・ピクチャーズ、エー・ティー・エックス他
後援
経済産業省、東京都、日本音声製作者連盟、日本動画協会、コンピュータエンターテインメント協会、衛星放送協会
協力
日本声優事業社協議会、日本俳優連合、ドワンゴ、TSUTAYA、Rocket Base LLC

## 関連商品

### ドラマCD
- 『こゑこひ 〜あなたの声に恋してる〜』（第1回声優アワード記念作品）

第1回の主演・サブキャラクター・新人賞受賞者10人による、オムニバス形式のドラマCD（2007年10月19日発売）。
1. ドラマ「Still live, still love」（福山潤、小清水亜美）
2. ドラマ「Fool's Present」（石田彰、朴璐美）
3. ドラマ「あの日の海へ」（宮田幸季、平野綾）
4. ドラマ「一番近くの恋」（柿原徹也、鹿野優以）
5. ドラマ「万華鏡」（森田成一、後藤邑子）
6. キャストクレジットトーク

### ポストカード
第2回の主演・サブキャラクター・新人・シナジー賞受賞者のうち、釘宮理恵を除く13人（主演賞は1人2枚。シナジー賞は4人集合）が写っているものとサインカード・インデックス（目録）カードが入っているポストカード（2008年（平成20年）3月29日発売）。

### DVD
第2回の受賞者の公式インタビュー映像を始め控え室や舞台裏、受賞パーティーでの様々な様子、東京国際アニメフェアの声優アワードステージでのトークの模様を収録したDVD（2008年10月1日発売）。

## 新人発掘オーディション
新しい人材の育成を目指して、オーディションを行っている。声優アワード第1回（2007年）から毎年行われている（一般募集は第二回から）。オーディションに合格した者は、声優事務所に養成所特待生として所属することができる。
第13回は最終審査の模様を&CAST!!!で生配信された。また、第14回には、この新人発掘オーディションで、アプリゲーム『オンエア!』とコラボレーションした、coly賞が設けられ、そのcoly賞を受賞した者には、『オンエア!』のオリジナルストーリーの新キャラクターの声優としての登場権が与えられる。2020年3月7日に開催予定だった新人発掘オーディションの場合は、インターネット上において、「自己PR」と「テキストリーディング」をあらかじめ収録した動画をインターネット上に非公開という形で、アップロードを行い、31社の声優事務所が動画を見て審査を行った結果、参加した35名のうち、24名が合格を勝ち取った。2020年度は、前回に続いてオンラインという形で行われることになっている。
合格者（主な活躍者）
- 第1回 阿久津加菜[注 20]、小笠原早紀、大関英里、鷹野晶
- 第2回 中澤まさとも、中嶋アキ、中嶋ヒロ、三上枝織
- 第3回 青木瑠璃子
- 第4回 島形麻衣奈、土師亜文
- 第6回 岩川拓吾
- 第7回 鴨池彩乃、石井孝英
- 第8回 小松昌平
- 第9回 拝師みほ[27]、織江珠生、すずきももこ
- 第10回 桐日菜華[28]、馬鳥尚悟[28][29]、生形真弓[28]
- 第11回 金田真秀[30]、西本のどか[30]、三川華月[30]、山田香帆[30]
- 第12回 越後友理[31]、佐竹雪乃[32]、田頭美緒[33]
- 第13回 大野海夏太[34]、高橋尚子[35]、成橋円[36]